# Stenotabanus pallidicornis
Stenotabanus pallidicornis är en tvåvingeart som beskrevs av Krober 1929. Stenotabanus pallidicornis ingår i släktet Stenotabanus och familjen bromsar. Inga underarter finns listade i Catalogue of Life.